# Australian Open 1990
Die Australian Open 1990 fanden vom 15. bis 28. Januar 1990 in Melbourne statt. Es handelte sich um die 78. Auflage des Grand-Slam-Turniers in Australien.
Titelverteidiger im Einzel waren Ivan Lendl bei den Herren sowie Steffi Graf bei den Damen. Im Herrendoppel waren dies Rick Leach und Jim Pugh, im Damendoppel Martina Navratilova und Pam Shriver und im Mixed Jana Novotná und Jim Pugh.

## Herreneinzel

### Setzliste
| Nr. | Spieler                | Erreichte Runde |
| --- | ---------------------- | --------------- |
| 01. | Ivan Lendl             | Sieg            |
| 02. | Boris Becker           | Viertelfinale   |
| 03. | Stefan Edberg          | Finale          |
| 04. | John McEnroe           | Achtelfinale    |
| 05. | Aaron Krickstein       | Achtelfinale    |
| 06. | Tim Mayotte            | 1. Runde        |
| 07. | Emilio Sánchez Vicario | 1. Runde        |
| 08. | Mats Wilander          | Halbfinale      |

| Nr. | Spieler            | Erreichte Runde |
| --- | ------------------ | --------------- |
| 09. | Andrés Gómez       | Achtelfinale    |
| 10. | Carl-Uwe Steeb     | 1. Runde        |
| 11. | Andrei Tschesnokow | 2. Runde        |
| 12. | Yannick Noah       | Halbfinale      |
| 13. | Sergi Bruguera     | 2. Runde        |
| 14. | Jim Courier        | 2. Runde        |
| 15. | Thomas Muster      | 3. Runde        |
| 16. | Miloslav Mečíř     | Achtelfinale    |

## Dameneinzel

### Setzliste
| Nr. | Spielerin          | Erreichte Runde |
| --- | ------------------ | --------------- |
| 01. | Steffi Graf        | Sieg            |
| 02. | Gabriela Sabatini  | 3. Runde        |
| 03. | Zina Garrison      | Viertelfinale   |
| 04. | Helena Suková      | Halbfinale      |
| 05. | Jana Novotná       | 3. Runde        |
| 06. | Mary Joe Fernández | Finale          |
| 07. | Hana Mandlíková    | 3. Runde        |
| 08. | Helen Kelesi       | 3. Runde        |

| Nr. | Spielerin           | Erreichte Runde |
| --- | ------------------- | --------------- |
| 09. | Katerina Maleewa    | Viertelfinale   |
| 10. | Natallja Swerawa    | 2. Runde        |
| 11. | Pam Shriver         | 3. Runde        |
| 12. | Laryssa Sawtschenko | 1. Runde        |
| 13. | Raffaella Reggi     | Achtelfinale    |
| 14. | Rosalyn Fairbank    | 3. Runde        |
| 15. | Gigi Fernández      | Achtelfinale    |
| 16. | Barbara Paulus      | Achtelfinale    |

## Herrendoppel

### Setzliste
| Nr. | Paarung                             | Erreichte Runde |
| --- | ----------------------------------- | --------------- |
| 01. | Rick Leach Jim Pugh                 | Halbfinale      |
| 02. | Pieter Aldrich Danie Visser         | Sieg            |
| 03. | Paul Annacone John Fitzgerald       | Achtelfinale    |
| 04. | Christo van Rensburg Mark Woodforde | 2. Runde        |
| 05. | Jakob Hlasek Éric Winogradsky       | Achtelfinale    |
| 06. | Darren Cahill Mark Kratzmann        | Viertelfinale   |
| 07. | Tim Pawsat Laurie Warder            | 1. Runde        |
| 08. | Jim Courier Pete Sampras            | 1. Runde        |

| Nr. | Paarung                               | Erreichte Runde |
| --- | ------------------------------------- | --------------- |
| 09. | Kelly Evernden Javier Sánchez         | 2. Runde        |
| 10. | Tomás Carbonell Diego Nargiso         | 1. Runde        |
| 11. | Sergio Casal Emilio Sánchez Vicario   | 2. Runde        |
| 12. | Jorge Lozano Todd Witsken             | 2. Runde        |
| 13. | Grant Connell Glenn Michibata         | Finale          |
| 14. | Peter Doohan Balázs Taróczy           | 1. Runde        |
| 15. | Goran Ivanišević Slobodan Živojinović | 2. Runde        |
| 16. | Glenn Layendecker Richey Reneberg     | Achtelfinale    |

## Damendoppel

### Setzliste
| Nr. | Paarung                              | Erreichte Runde |
| --- | ------------------------------------ | --------------- |
| 01. | Jana Novotná Helena Suková           | Sieg            |
| 02. | Laryssa Sawtschenko Natallja Swerawa | Viertelfinale   |
| 03. | Hana Mandlíková Pam Shriver          | 1. Runde        |
| 04. | Gigi Fernández Robin White           | Halbfinale      |
| 05. | Patty Fendick Mary Joe Fernández     | Finale          |
| 06. | Katrina Adams Lori McNeil            | Achtelfinale    |
| 07. | Steffi Graf Gabriela Sabatini        | 2. Runde        |
| 08. | Janine Thompson Wendy Turnbull       | Achtelfinale    |

| Nr. | Paarung                              | Erreichte Runde |
| --- | ------------------------------------ | --------------- |
| 09. | Jill Hetherington Nicole Provis      | 1. Runde        |
| 10. | Elise Burgin Rosalyn Fairbank        | Achtelfinale    |
| 11. | Cammy MacGregor Cynthia MacGregor    | Viertelfinale   |
| 12. | Kathy Jordan Elizabeth Smylie        | Achtelfinale    |
| 13. | Brenda Schultz Andrea Temesvári      | Halbfinale      |
| 14. | Natalija Medwedjewa Leila Mes’chi    | Viertelfinale   |
| 15. | Isabelle Demongeot Catherine Tanvier | Achtelfinale    |
| 16. | Claudia Porwik Raffaella Reggi       | 1. Runde        |

## Mixed

### Setzliste
| Nr. | Paarung                          | Erreichte Runde |
| --- | -------------------------------- | --------------- |
| 01. | Jim Pugh Natallja Swerawa        | Sieg            |
| 02. | Rick Leach Zina Garrison         | Finale          |
| 03. | John Fitzgerald Elizabeth Smylie | Halbfinale      |
| 04. | Darren Cahill Wendy Turnbull     | 1. Runde        |

| Nr. | Paarung                        | Erreichte Runde |
| --- | ------------------------------ | --------------- |
| 05. | Tim Pawsat Lori McNeil         | 1. Runde        |
| 06. | Scott Davis Patty Fendick      | 1. Runde        |
| 07. | Mark Kratzmann Janine Thompson | Achtelfinale    |
| 08. | Peter Doohan Jill Hetherington | Achtelfinale    |

## Junioreneinzel

### Setzliste
| Nr. | Spieler          | Erreichte Runde |
| --- | ---------------- | --------------- |
| 01. | Jan Kodeš        | 2. Runde        |
| 02. | Dirk Dier        | Sieg            |
| 03. | Martin Damm      | Viertelfinale   |
| 04. | Grant Doyle      | Viertelfinale   |
| 05. | Oliver Fernandez | Halbfinale      |
| 06. | Johan Alven      | Achtelfinale    |
| 07. | Joshua Eagle     | Viertelfinale   |
| 08. | Stephen Gleeson  | Viertelfinale   |

| Nr. | Spieler            | Erreichte Runde |
| --- | ------------------ | --------------- |
| 09. | Brent Larkham      | Achtelfinale    |
| 10. | Srđan Muškatirović | Achtelfinale    |
| 11. | Paul Kilderry      | Achtelfinale    |
| 12. | Saša Hiršzon       | Halbfinale      |
| 13. | Sascha Petraschek  | Achtelfinale    |
| 14. | Robert Janecek     | 1. Runde        |
| 15. | Roger Pettersson   | Achtelfinale    |
| 16. | Marten Renstrom    | Achtelfinale    |

## Juniorendoppel

### Setzliste
| Nr. | Paarung                     | Erreichte Runde |
| --- | --------------------------- | --------------- |
| 01. | Martin Damm Jan Kodeš       | Achtelfinale    |
| 02. | Grant Doyle Stephen Gleeson | 1. Runde        |
| 03. | James Holmes Alistair Hunt  | 1. Runde        |
| 04. | Im Ji-Heon Leander Paes     | Halbfinale      |

| Nr. | Paarung                           | Erreichte Runde |
| --- | --------------------------------- | --------------- |
| 05. | Johan Alven Saša Hiršzon          | 1. Runde        |
| 06. | Marcelo Manola Srđan Muškatirović | 1. Runde        |
| 07. | Joshua Eagle Paul Kilderry        | Achtelfinale    |
| 08. | Dirk Dier Sascha Petraschek       | Achtelfinale    |

## Juniorinneneinzel

### Setzliste
| Nr. | Spielerin         | Erreichte Runde |
| --- | ----------------- | --------------- |
| 01. | Elena Pampoulova  | Viertelfinale   |
| 02. | Andrea Strnadová  | Achtelfinale    |
| 03. | Magdalena Maleewa | Sieg            |
| 04. | Kristin Godridge  | Viertelfinale   |
| 05. | Yael Segal        | Achtelfinale    |
| 06. | Erika de Lone     | Halbfinale      |
| 07. | Kaoru Shibata     | Achtelfinale    |
| 08. | Karina Habšudová  | Halbfinale      |

| Nr. | Spielerin         | Erreichte Runde |
| --- | ----------------- | --------------- |
| 09. | Louise Stacey     | Finale          |
| 10. | Kirrily Sharpe    | Achtelfinale    |
| 11. | Jane Taylor       | 2. Runde        |
| 12. | Nicole Pratt      | Achtelfinale    |
| 13. | Kerry-Anne Guse   | Achtelfinale    |
| 14. | Justine Hodder    | Achtelfinale    |
| 15. | Limor Zaltz       | Achtelfinale    |
| 16. | Catherine Barclay | Viertelfinale   |

## Juniorinnendoppel

### Setzliste
| Nr. | Paarung                         | Erreichte Runde |
| --- | ------------------------------- | --------------- |
| 01. | Elena Pampoulova Angie Woolcock | Viertelfinale   |
| 02. | Justine Hodder Nicole Pratt     | Finale          |
| 03. | Kristin Godridge Kirrily Sharpe | Viertelfinale   |
| 04. | Louise Stacey Jane Taylor       | Halbfinale      |

| Nr. | Paarung                           | Erreichte Runde |
| --- | --------------------------------- | --------------- |
| 05. | Catherine Barclay Kerry-Anne Guse | Halbfinale      |
| 06. | Erika de Lone Karina Habšudová    | Viertelfinale   |
| 07. | Mady Dadoch Yael Segal            | Achtelfinale    |
| 08. | Rona Mayer Limor Zaltz            | Sieg            |